# LWL-Klinik Münster

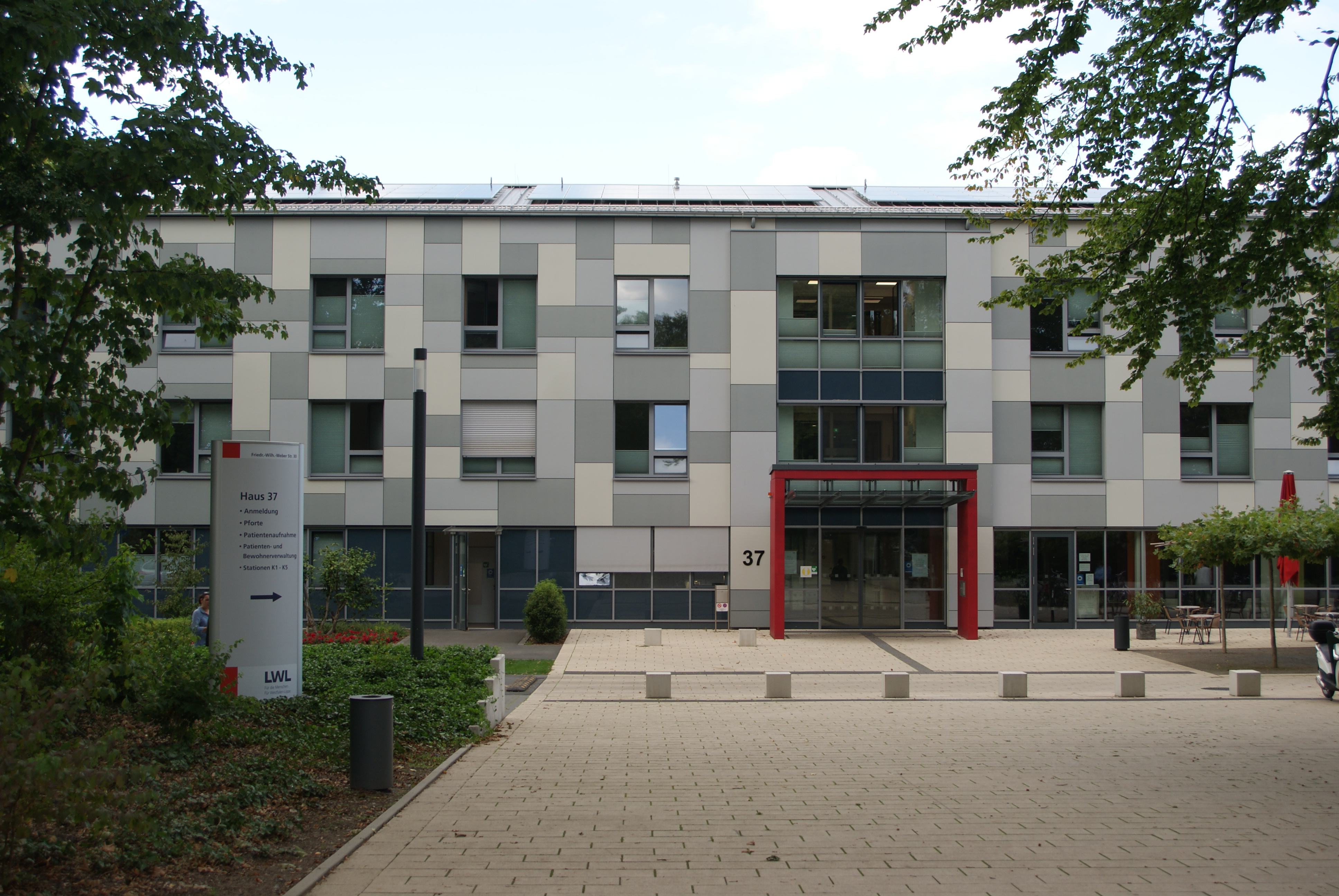
Eingang der LWL-Klinik Münster

Die LWL-Klinik Münster ist eine Einrichtung des Landschaftsverbands Westfalen-Lippe in Münster für Psychiatrie, Spezielle Psychotherapie und  Psychosomatik. Sie besteht zum einen aus dem eigentlichen Krankenhausbereich für die akute Behandlung von psychiatrischen Krankheiten mit rund 450 Betten. Zum anderen gehören zur Klinik ein Wohnverbund für betreutes Wohnen chronisch psychisch kranker Patienten mit circa 120 Plätzen sowie weiterhin ein Pflegeheim mit circa 60 Plätzen für gerontopsychiatrische Patienten. Die LWL-Klinik Münster bietet sowohl stationäre als auch teilstationäre Therapien an. 

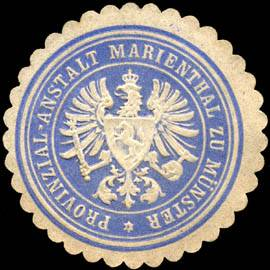
Siegelmarke der Anstalt Marienthal

Das Versorgungsgebiet der LWL-Klinik umfasst große Teile der Stadt Münster.

## Geschichte

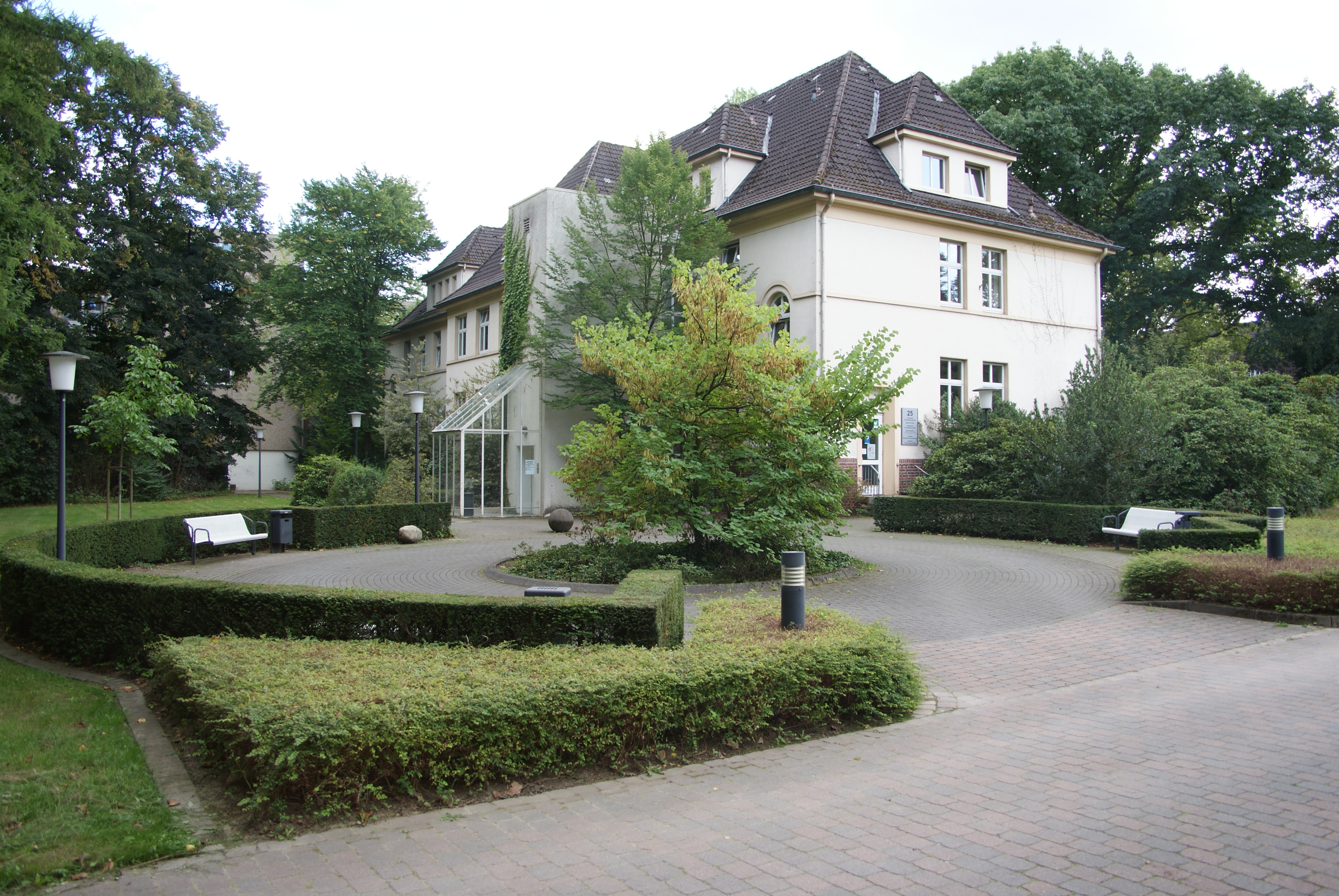
Ambulanz für Gerontopsychiatrie auf dem Gelände der LWL-Klinik Münster

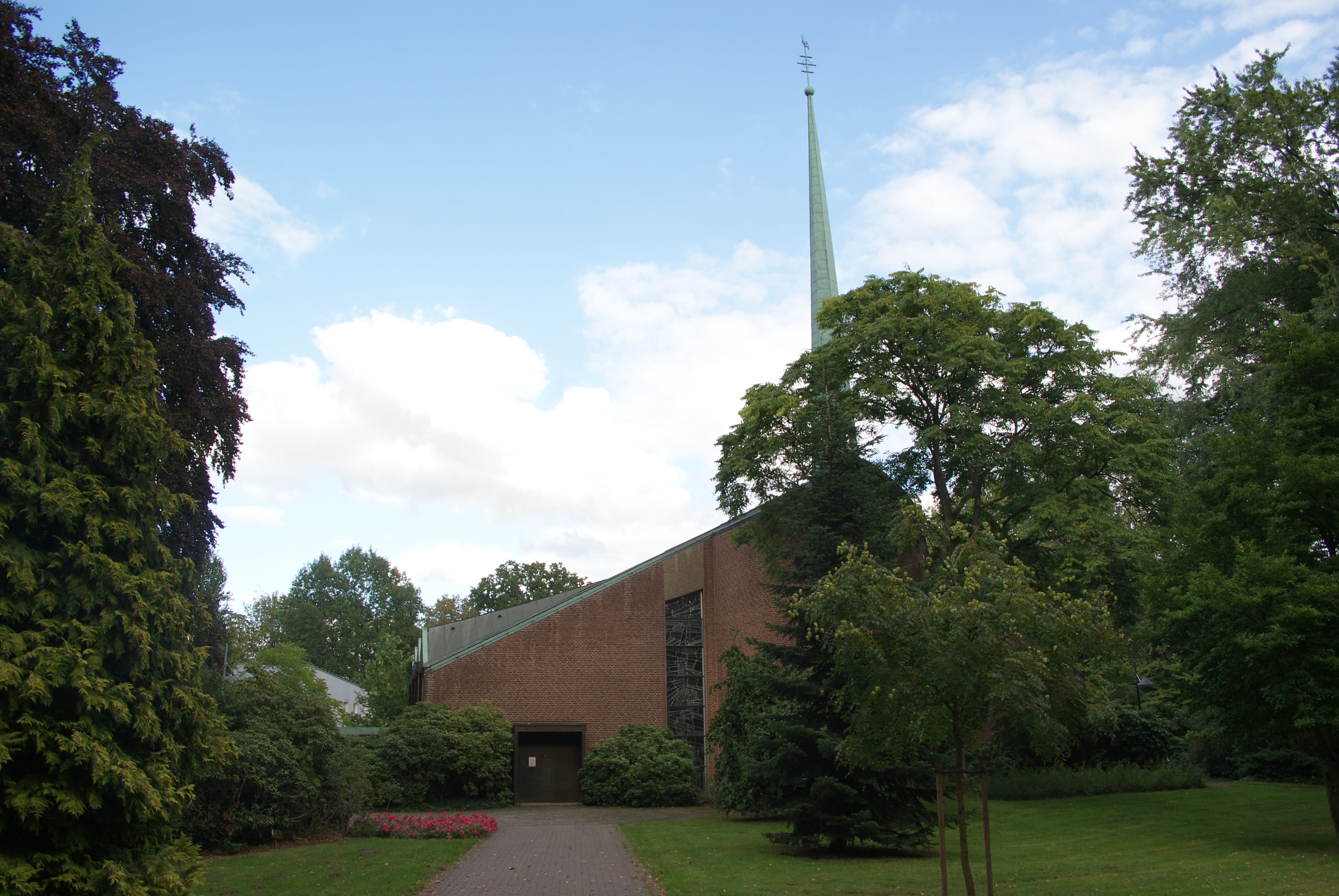
St.-Lukas-Kirche auf dem Gelände der LWL-Klinik Münster

Die Geschichte der Klinik geht bis auf das Jahr 1856 zurück. In diesem Jahr erwarb ein Frauenorden vom Heiligsten Herzen Jesu aus Warendorf, der sich dort 1852 mit Erlaubnis des Münsteraner Bischofs Johann Georg Müller niedergelassen hatte, das etwa 12 Hektar große Gelände des Guts Niehoff nördlich von Münster. Dieser Orden errichtete zwischen 1864 und 1866 auf dem Gut eine Klosteranlage mit dem Namen „Marienthal“. Allerdings wurde nur sieben Jahre später der Orden verboten, so dass das Kloster aufgegeben werden musste und in den Besitz des Freiherren Clemens von Twickel überging.
Im Jahre 1877 kaufte der Vorgängerverband des Landschaftsverbandes Westfalen-Lippe, der Provinzialverband Westfalen, das ehemalige Kloster und richtete in ihm die „Westfälische Provinzial- und Pflegeanstalt Marienthal“ ein, um die an ihre Kapazitätsgrenzen angelangten Kliniken in Lengerich und Marsberg zu entlasten. Bereits im darauffolgenden Jahr wurden die ersten Patienten in die neue Klinik aufgenommen. Stand sie zu diesem Zeitpunkt für Patienten jeglicher Konfession offen, wurden ab 1896 nur noch Katholiken aufgenommen. Zwischen 1878 und 1911 wurde die Einrichtung von Heinrich Gerlach geleitet.
In der Zwischenzeit wurde die Klinik um weitere Gebäude erweitert, bevor Teile von ihr während der Zeit des Nationalsozialismus unter anderem für die Heeresstandortverwaltung beschlagnahmt wurden. Wie auch weite Teile der Stadt Münster wurde die Klinik bei Bombenangriffen im Jahre 1944 weitgehend zerstört, darunter auch das ursprünglich von Emil von Manger erbaute Kloster, und wurde in den Nachkriegsjahren neu aufgebaut.

## Nationalsozialismus und Euthanasieprogramm
Eine besondere Bedeutung kam der Klinik im Rahmen des Euthanasieprogramms der Nationalsozialisten zu. So wurden seit 1941 wie auch in anderen Einrichtungen dieser Art Listen von Patienten zusammengestellt, die in Vernichtungslager abtransportiert werden sollten. Allerdings konnten diese nicht vor den Clemensschwestern geheim gehalten werden, die ebenfalls für die Pflege der Patienten zuständig waren. So soll es der niederländischen Ordensschwester Laudeberta zu verdanken sein, die auf Anraten des Münsteraner Pastors Rensing den damaligen Bischof von Münster, Clemens August Graf von Galen, hierüber informiert hat. Dieser prangerte daraufhin in seiner Predigt vom 3. August 1941 in St. Lamberti öffentlich diesen Umstand an, was letztendlich dazu führte, dass die „Aktion T4“ zunächst einmal unterbrochen wurde.